# Nawaf Al-Aqidi
Nawaf Al-Aqidi, né le 10 mai 2000 à Riyad, est un footballeur saoudien. Il joue au poste de gardien de but à Al-Nassr FC.

## Carrière

### En club
Formé à Al-Nassr Riyad, il signe son premier contrat professionnel le 8 août 2019. Le 30 septembre 2021, il joue son premier match avec l'équipe première en championnat contre Abha Club. 
Le 30 janvier 2022, il est prêté pour six mois à Al Taï Club. Il joue son premier match le 12 février contre Al-Batin.

### En sélection
Avec l'Arabie saoudite olympique, il participe au Championnat d'Asie des moins de 23 ans de 2022 en Ouzbékistan. Il joue tous les matchs et l'Arabie Saoudite remporte le titre en battant le pays hôte en finale.
Le 11 novembre 2022, il est sélectionné par Hervé Renard pour participer à la Coupe du monde 2022.

## Palmarès
Arabie saoudite -23 ans
- Championnat d'Asie -23 ans (1) :
  - Vainqueur : 2022.